# 731
Cette page concerne l'année 731  du calendrier julien. Pour l'année 731 av. J.-C., voir 731 av. J.-C.  Pour l'unité militaire de recherche bactériologique, voir Unité 731.
L'année 731 est une année commune qui commence un lundi.

## Événements
- 18 mars : début du pontificat de saint Grégoire III (fin en 741)[2].
- Juillet : le gouverneur omeyyade du Khorassan Junayd ibn Abd al-Rahman al-Murri (en) remporte la bataille de la Passe contre les Türgesh nomades qui assiégeaient Samarcande, au prix de lourdes pertes.
- Décembre : le roi indien de Kanauj Yaśovarman envoie une ambassade en Chine. Sous son règne (v. 725- v. 740), le royaume de Kanauj connait une brève renaissance. Yaśovarman se rendra célèbre en tant que mécène du poète Bhavabhuti[3].

- Après leur victoire en décembre 730 à Ardabil, les Khazars traversent le Caucase et s’avancent jusqu’en Irak. Ils sont arrêtés par le gouverneur Maslama ben Abd al-Malik devant Mossoul[4].
- Le gouverneur arabe d'Arménie Maslama ben Abd al-Malik mène une campagne en Khazarie (731-732). Il prend Khanzim, Balanjar et Samandar, abandonnées par les Khazars avant de se retirer[5].
- Le roi indien Pallava Parameswaravarman II est tué au combat contre une coalition des Chalukya et des Ganga. Il ne laisse pas d'héritier et Nandivarman II, dit Pallavamalla, issu d'une branche cadette, parvient à s'imposer après avoir éliminé les autres prétendants. Il règne jusqu'en 796[6].
- Bède le Vénérable achève une histoire de l'Église d'Angleterre (Historia ecclesiastica gentis Anglorum) de l’occupation romaine à 731[7].
- Les Tatars sont mentionnés sur le haut Kerülen, en Mongolie, dans une inscription en runes turques de Kul-tégin (en)[8].

## Naissances en 731
- L’imam alide Muhammad al-Baqir[9].

## Décès en 731
- 10 février : Grégoire II[2].
- 27 février[10] : Le « prince lac », Kul-tégin (en) (Köl Tegin), frère de Bilge, kaghan des Turcs.

## Histoire
- Unité 731, unité de l'armée japonaise, basée en Chine occupée, tristement cèlébre pour ses expérimentations sur des cobayes humains, aujourd'hui reconnue responsable de crimes de guerre et crimes contre l'humanité.